# Eric Longsworth
Eric Longsworth (* 1959) ist ein amerikanischer Jazz- und Fusionmusiker (Cello, Komposition).

## Wirken
Longsworth studierte klassisches Cello bei Gary Hoffman und Janos Starker an der Indiana University, bevor er eine Ausbildung bei David Baker nutzte, um sich in den Jazz zu vertiefen. Er spielte vier Jahre lang in verschiedenen Orchestern, etwa dem Houston Symphony Orchestra und dem Texas Chamber Orchestra. In dieser Zeit nahm er an Workshops in Banff bei Dave Holland, Dave Liebman, John Abercrombie und Steve Coleman teil. 
In den 1990er Jahren zog er nach Montreal, wo er zuerst mit der Gruppe Contrevent (Terre de Feu, 1993) auftrat, bevor er das Ensemble Icarus (Quand est-ce qu’on prend des vacances?, 1994) gründete. 1997 erschien sein erstes Soloalbum I Hear You, das gute Kritiken erhielt. 1999 erschien sein zweites Album If Trees Could Fly, ein Duo mit Bassist Marc Johnson. Longsworth migrierte 2002 nach Frankreich, wo er sein drittes Album Sans Souci (Enja), ein Trio mit Daniel Mille und Pierre Tanguay, vorstellte. Er engagierte sich mehr und mehr in der Jazzszene Frankreichs und arbeitete unter anderem mit Sylvain Luc (Joko, 2006), Rémi Charmasson, Claude Tchamitchian, Xavier Garcia und Jean-Charles Richard. Sein viertes Album A ciel ouvert stellte er mit seinem Quartett (mit Charmasson, Éric Séva, Francois Verly sowie Olivier Ker Ourio) in Frankreich und in Südamerika vor.
In dem Projekt Le Jazz fait son Cirque kam es zur Zusammenarbeit von Musik und Clowns (Alain Reynaud und Nicolas Bernard von der Compagnie Les Nouveaux Nez) spielte er zwischen 2007 und 2010 über 150 Shows, darunter beim Avignon Off Festival und fünf Wochen im Europäischen Theater in Paris. Im Jahr 2010 lernte Longsworth den Kora-Spieler Cherif Soumano kennen und gründete mit ihm und dem Perkussionisten und Sänger Jean-Luc Difraya das World Kora Trio, das in Frankreich, Kanada und Mexiko auftrat und 2012 das Album Korazon veröffentlichte, dem 2015 Un poisson dans le Désert folgte. Mit Perrine Mansuy, Remy Deck, Jean-Luc di Fraya und Mathis Haug spielte er 2015 Rainbow Shell ein. 2022 entstand mit dem Mandolaspieler Aziz Sahmaoui und dem Perkussionisten Adhil Mirghani die CD Il fera beau demain matin jusqu’à midi. Er ist auch auf Alben von Rémi Charmasson, René Bottlang und Sylvain Luc zu hören.